# مازن ترزي
مازن ترزي، من مواليد عام (1962-)، رجل أعمال سوري، ورئيس الشركة الوطنية للطيران في جمهورية سوريا.

## سيرته الذاتية
ولد مازن سمير ترزي في دمشق عام (1962)، وبدأ حياته العملية بالكويت حيث إستلم أول وظيفة له كعامل مطبعة في جريدة الأنباء والرأي العام في الكويت، ثم مسؤولاً في جريدة الوسيط (الكويت)، ثم عمل عند ناشر جريدة جريدة السياسة أحمد الجار الله وصار شريكاً له في ما بعد في (مجلة الهدف) وقطاع الإعلانات، وبعدها إنتقل الي صف رجال الأعمال حتي غدي من كبار رجال الأعمال السوريين الذين يدعمون نظام الرئيس السوري بشار الأسد، ويقدم تبرعات لما يسمى بـ«مدارس شهداء» أبناء القوات النظامية، كما شارك في تظاهرات بالولايات المتحدة أمام البيت الأبيض دعماً للنظام الحاكم السوري.

## نشاطه التجاري
- رئيس مجلس إدارة الشركة الوطنية للطيران محدودة المسؤولية في سورية.
- شريك ومؤسس شركة “غروب فور” في سورية.
- شريك ومؤسس شركة “النما” للتجارة والمقاولات في سورية
- شريك ومؤسس شركة “التنمية” لخدمات النفط في لبنان.
- شريك ومؤسس شركة “دار الهدف” الصحفية في لبنان.
- شريك في جريدة “الهدف” الإعلانية في لبنان.
- شريك في ”المجموعة التسويقية للدعاية والإعلان والنشر والتوزيع” في الكويت، وجريدتي “الغد” و”الوسيط” في الأردن، و”شركة التجارة العامة البريطانية” في بريطانيا.

## إتهامات طالته ولائحة سوداء
يتواجد اسم مازن الترزي على اللائحة السوداء التابعة للاتحاد الأوروبي للأفراد الذين ستجمد أرصدتهم وسيمنعون من دخول أراضيه لمسؤوليتهم عن أعمال قمع في سوريا، ووضع الاتحاد الأوروبي في 21 يناير (كانون الثاني) 2019، اسمه ضمن قائمة طالت رجال أعمال وكيانات سورية على صلة بالنظام الحاكم في سوريا، بينهم أيضاً سامر فوز ورامي مخلوف، كما وضعت وزارة الخزانة الأميركية إسمه على لائحة العقوبات في 2015، وجُمِّدت أصول ممتلكاته داخل أميركا.

## توقيفه من السلطات الكويتية
في شهر مارس 2019 اعتقلته سلطات الأمن الكويتية، مع أربع من معاونيه العاملين في مجلة الهدف الإعلانية، عن طريق عملية اقتحام المجلة من قبل رجال المباحث الكويتية، وصودرت خلالها أجهزة الكمبيوتر وكاميرات المجلة والهواتف الخاصة به، وتتعلق اتهام السلطات الكويتية بمازن ترزي بتبييض أموال لجهات خارجية، بالإضافة إلى طباعة منشورات من دون تراخيص، والانتماء لـ«حزب الله» اللبناني والتخابر معه، وبعد أربع أيام من التحقيق تم إخلاء سبيله.